# 单叶豆属
单叶豆属（学名：Ellipanthus）是牛栓藤科下的一个属，为乔木或灌木植物。该属共有14种，分布于亚洲和非洲的热带地区。